# Djibril Diani
Pour les articles homonymes, voir Diani.
 (mai 2021).
Djibril Diani, né le 11 février 1998 à Créteil (Val-de-Marne), est un footballeur français qui évolue au poste de défenseur central et milieu défensif au Charlotte FC.

## Biographie

### En club

#### Formation au RC Lens (2013-2018)
D'origine malienne, Djibril Diani commence le football à Choisy-le-Roi, où il fait ses premiers pas jusqu'en 2013, avant d'être repéré par le Racing Club de Lens. Il y effectue toutes ses classes jusqu'à atteindre l'équipe réserve, mais finalement, il ne sera pas conservé par le club nordiste en raison de différends contractuels. En 2016, il participe à la finale de la Coupe Gambardella perdue face à l'AS Monaco de Kylian Mbappé.   

#### Débuts professionnels en Suisse et prêt en Ecosse (2018-2022)
C'est en Suisse que Diani va signer, puisqu'il va s'engager avec le Grasshopper Zurich, club le plus titré de la Super League suisse. Après un passage par l'équipe réserve du club, il intègre progressivement l'équipe première, mais ne peut empêcher la relégation du club en Challenge League pour la première fois en 70 ans. Il continue cependant à être utilisé en deuxième division.
En février 2021, il est prêté pour six mois au club de Livingston FC en Scottish Premiership. Mais l'expérience tourne court en raison de problèmes administratifs, il ne joue que cinq matchs avant de retourner au Grasshopper Zurich, qui entre-temps a obtenu sa promotion en Superleague suisse.

#### Retour en France avec Caen (2022-2024)
Après trois saisons et demie jouées avec le club helvète, il décide de retourner en France, et s'engage pour deux ans et demi avec le Stade Malherbe de Caen, alors en Ligue 2. 

#### Aventure américaine (Depuis 2024)
Le 13 février 2024, il s'engage avec le Charlotte FC, club de Major League Soccer.

### En sélection
Au cours de sa formation avec le RC Lens, il est appelé en équipe de France des moins de 16 ans entre 2013 et 2014. Il jouera neuf matchs avec cette sélection, pour deux buts inscrits.

## Statistiques
| Saison                        | Club                          | Championnat                   | Championnat | Championnat | Championnat | Coupe(s) nationale(s) | Coupe(s) nationale(s) | Coupe(s) nationale(s) | Total | Total | Total |
| Saison                        | Club                          | Division                      | M.          | B.          | P.d.        | M.                    | B.                    | P.d.                  | M.    | B.    | P.d.  |
| 2018-2019                     | Grasshopper Zurich            | Super League                  | 22          | 0           | 2           | -                     | -                     | -                     | 22    | 0     | 2     |
| 2019-2020                     | Grasshopper Zurich            | Challenge League              | 29          | 1           | 3           | 3                     | 0                     | 0                     | 32    | 1     | 3     |
| 2020-2021                     | Grasshopper Zurich            | Challenge League              | -           | -           | -           | -                     | -                     | -                     | 0     | 0     | 0     |
| 2020-2021                     | Livingston FC (prêt)          | Scottish Premiership          | 4           | 0           | 0           | 1                     | 0                     | 0                     | 5     | 0     | 0     |
| 2021-2022                     | Grasshopper Zurich            | Super League                  | 15          | 2           | 0           | 2                     | 0                     | 0                     | 17    | 2     | 0     |
| Sous-total Grasshopper Zurich | Sous-total Grasshopper Zurich | Sous-total Grasshopper Zurich | 66          | 3           | 5           | 5                     | 0                     | 0                     | 71    | 3     | 5     |
| 2021-2022                     | SM Caen                       | Ligue 2                       | 17          | 1           | 0           | -                     | -                     | -                     | 17    | 1     | 0     |
| 2022-2023                     | SM Caen                       | Ligue 2                       | 28          | 1           | 0           | 2                     | 0                     | 0                     | 30    | 1     | 0     |
| 2023-2024                     | SM Caen                       | Ligue 2                       | 2           | 0           | 0           | 1                     | 0                     | 0                     | 3     | 0     | 0     |
| Sous-total                    | Sous-total                    | Sous-total                    | 47          | 2           | 0           | 3                     | 0                     | 0                     | 50    | 2     | 0     |
| 2024                          | Charlotte FC                  | MLS                           | 28+3        | 1+0         | 1+0         | -                     | -                     | -                     | 31    | 1     | 1     |
| Total sur la carrière         | Total sur la carrière         | Total sur la carrière         | 148         | 6           | 1           | 7                     | 0                     | 0                     | 155   | 6     | 1     |